# Belchen
Le Belchen (1 414 m) est un sommet du massif de la Forêt-Noire (15 km au sud-est de Bad Krozingen et environ 35 km au sud de Fribourg-en-Brisgau). C'est le quatrième sommet de ce massif après le Feldberg, le Seebuck et le Herzogenhorn. Par temps clair, la vue sur les Alpes, de l'Autriche au mont Blanc, est particulièrement spectaculaire.
Les trois Ballons des Vosges et le Ballon suisse sont aussi appelés Belchen en allemand. Avec le Ballon d'Alsace (en allemand : Elsässer Belchen) et le Ballon suisse (en allemand : Belchenflüe), le Belchen badois forme le triangle des Ballons (Belchendreieck).

## Toponymie
Le nom est issu du moyen allemand belche « tâche blanche ». Il fait ainsi référence au sommet dégarni d'arbres, couvert de neige en hiver qui contraste avec la forêt qui l'entoure. Une autre hypothèse fait référence à une racine indo-européenne *bhel « blanc, brillant », puis à des mots signifiant « brillant, éclatant » ou « noir et tacheté de blanc ». Le nom français ballon fait référence à la forme arrondie de son sommet,. La confusion de Belchen avec le terme allemand homophone Bällchen « petit ballon » peut avoir contribué à la francisation du nom des sommets alsaciens en ballon.

## Géographie
Les communes de Münstertal, Schönenberg et Kleines Wiesental forment un tripoint au sommet.
Le sommet est situé au-delà de la limite de la forêt.

## Histoire
La zone entourant le Belchen fut une région minière, entre 900 et 1975.

## Activités

### Protection environnementale
Du fait de sa flore et faune rares, le Belchen fut déclaré réserve naturelle en 1949. La zone fut agrandie à 1 600 ha en 1993, ce qui en fait une des plus vastes réserves naturelles du Bade-Wurtemberg. Parmi les plantes se trouvent des relictes de l'âge de glace, qui sont présentes sinon uniquement dans les Alpes.

### Tourisme
Avec près de 300 000 visiteurs par an, le Belchen est une des destinations touristiques les plus importantes du sud de la Forêt-Noire. Dès 1866, une première auberge fut construite sous le sommet. En 1904 la route d'accès au sommet fut ouverte. Depuis la construction de la télécabine, elle est d'accès restreint. En 1949, le projet de construire un télésiège entre Obermünstertal et le sommet échoua, mais il est possible d'y skier.
Il est possible d'accéder au sommet par des sentiers partant d'Untermünstertal, Schönau im Schwarzwald et Neuenweg.

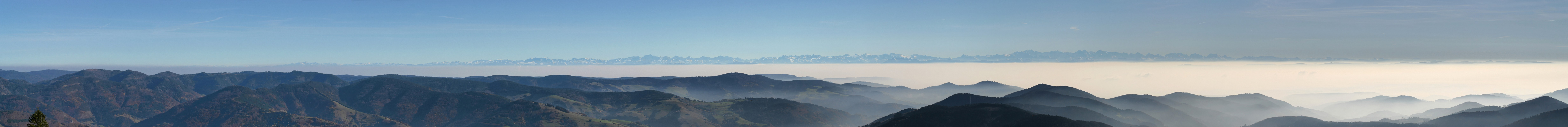
Panorama.

Panorama détaillé des Alpes.

### Ascension
Une télécabine 8-places moderne – construite en 2001 – rejoint en moins de quatre minutes et sur une distance de 1 106 m les abords du sommet depuis un parking de 100 places à 1 100 m d'altitude. Le parking est situé au lieu-dit Multen, le long de la route L142 qui relie Aitern à Wieden. Les cabines furent originellement construites pour l'Exposition universelle de 2000 à Hanovre. Le restaurant Belchenhaus – construit en 1898 – est implanté au niveau de la gare d'arrivée (1 363 m). Un sentier large recouvert de graviers rejoint le sommet en environ 30 minutes.

### Domaine skiable
Une petite station de sports d'hiver a été installée sur les pentes de la montagne. Desservies uniquement par la télécabine, quelques pistes permettent la pratique du ski en saison. Le domaine, situé principalement en forêt, est l'un des plus élevés, et aussi l'un des cinq plus vastes de Forêt-Noire. En dehors de la piste bleue de 4,5 km de long, les autres pistes sont très courtes et rejoignent peu après le départ cette piste principale. Un itinéraire à ski de 8 km permet aussi de rejoindre Schönau dans la vallée.
Une piste de luge – utilisable aussi à ski – part du sommet et rejoint le départ de la remontée mécanique. Un tremplin de saut à ski est situé à proximité du départ de la télécabine.
La station collabore avec les stations voisines de Münstertal et Wieden, les forfaits saison y étant aussi valables. Belchen fait aussi partie de l'offre forfaitaire commune du Liftverbund Feldberg. 